# Saint-Vaast-de-Longmont
Saint-Vaast-de-Longmont – miejscowość i gmina we Francji, w regionie Hauts-de-France, w departamencie Oise.
Według danych na rok 1990 gminę zamieszkiwało 515 osób, a gęstość zaludnienia wynosiła 105 osób/km² (wśród 2293 gmin Pikardii Saint-Vaast-de-Longmont plasuje się na 523. miejscu pod względem liczby ludności, natomiast pod względem powierzchni na miejscu 884.).